# Свято-Троицкий Хустский монастырь
Свято-Троицкий Хустский монастырь — православный мужской монастырь Хустской епархии Украинской православной церкви (Московского Патриархата). Находится в 6 км к северо-западу от Хуста на правом берегу речки Рики в урочище Маковица, или Городилово.

## История
Свято-Троицкий мужской монастырь был основан по благословению епископа Серафима (Йовановича) и настоятеля Пантелеимонова монастыря на Афоне — Силуана. Одним из первых насельников был Иван Кундря, прославленный в лике святых как преподобный Иов Угольский.
Первым настоятелем был тоже преподобный Алексий (Кабалюк).
В 1939 году монахи были призваны в венгерскую армию и прп. Иов эмигрировал в СССР.
В 1944 году в обители несли послушание 18 человек.
В 1945 году при невыясненных обстоятельствах сгорел жилой корпус, но к лету монахи восстановили его.
В том же году в монастырь вернулся прп. Иов и епископ Нестор (Сидорук) рукоположил его в иеродиаконы, а затем в иеромонахи.
В 1946 году иеромонах Иов (Кундря) был избран настоятелем скита.
В 1958 году скит закрыт по решению властей, в его помещениях разместили пионерский лагерь, а затем устроили склад.
В 1989 году монастырь стал возрождаться, а уже 1992 году была закончена реставрация храма 1954 года постройки. Позже у кладбища была построена часовная в честь Казанской иконы Божией Матери.
В 1999 году построена домовая церковь Покрова Пресвятой Богородицы.

## Адрес
90400, Украина, Закарпатская обл., г. Хуст-Городилово, ул. Заречная, 68